# Клан Ода
Клан Ода (јап. 織田氏), јапанска феудална породица из периода Сенгоку и Едо, на врхунцу моћи током владавине Ода Нобунаге (1552-1582).

## Историја
Оснивач клана, Ода Нобусада, служио је као окружни надзорник код моћнијих рођака, шугодаја јужног Оварија, и око 1520. подигао је замак Шобата на западној граници провинције Овари. Његов наследник, Ода Нобухиде, снагом оружја проширио је породичне поседе на рачун суседа, заузевши већи део јужног Оварија, а правио је упаде и у суседне провинције Микава и Мино, сукобивши се више пута са Саито Досаном и Имагава Јошимотом. Међу првима је увео аркебузе у наоружање своје војске. Свом наследнику Ода Нобунаги оставио је добро утврђен посед у југозападном Оварију и малу, али искусну и дисциплиновану војску од 7-800 прекаљених ветерана. Ода Нобунага је ратовао осам година како би ујединио Овари (1552-1560) и још седам година да би освојио суседну провинцију Мино. Године 1568. заузео је Кјото и поставио Ашикага Јошијакија за шогуна, а затим је постепено проширио своју власт на провинције централног Јапана. Године 1575. потукао је клан Такеда у бици код Нагашина, а 1582. уништио је клан Такеда и припојио њихове земље. Убијен је од стране побуњених вазала на врхунцу својих успеха, када се сукобио са кланом Мори, господарима западног Хоншуа.
После његове смрти његови наследници пали су под утицај његових генерала, и из грађанског рата као победник је изашао његов бивши слуга Тојотоми Хидејоши, док су преживели Нобунагини наследници спали на положај обичних феудалаца, који ће задржати и у периоду Едо.

### Истакнути чланови
- Ода Нобухиде (владао 1530-1552)
- Ода Нобунага (владао 1552-1582)